# Rio-Niteróibrug
De Presidente Costa e Silvabrug, beter bekend als de Rio-Niteróibrug (Portugees: Ponte Rio-Niterói, officieel: Ponte Presidente Costa e Silva) is een kokerbrug bestaande uit een combinatie van beton en staal. Het bouwwerk overbrugt de baai van Guanabara in de staat Rio de Janeiro in Brazilië en verbindt de stad Rio de Janeiro met Niterói. Met een lengte van 13,29 kilometer is het tot op heden de langste brug van voorgespannen beton in het zuidelijk halfrond en de op zes na langste brug ter wereld.

## Geschiedenis

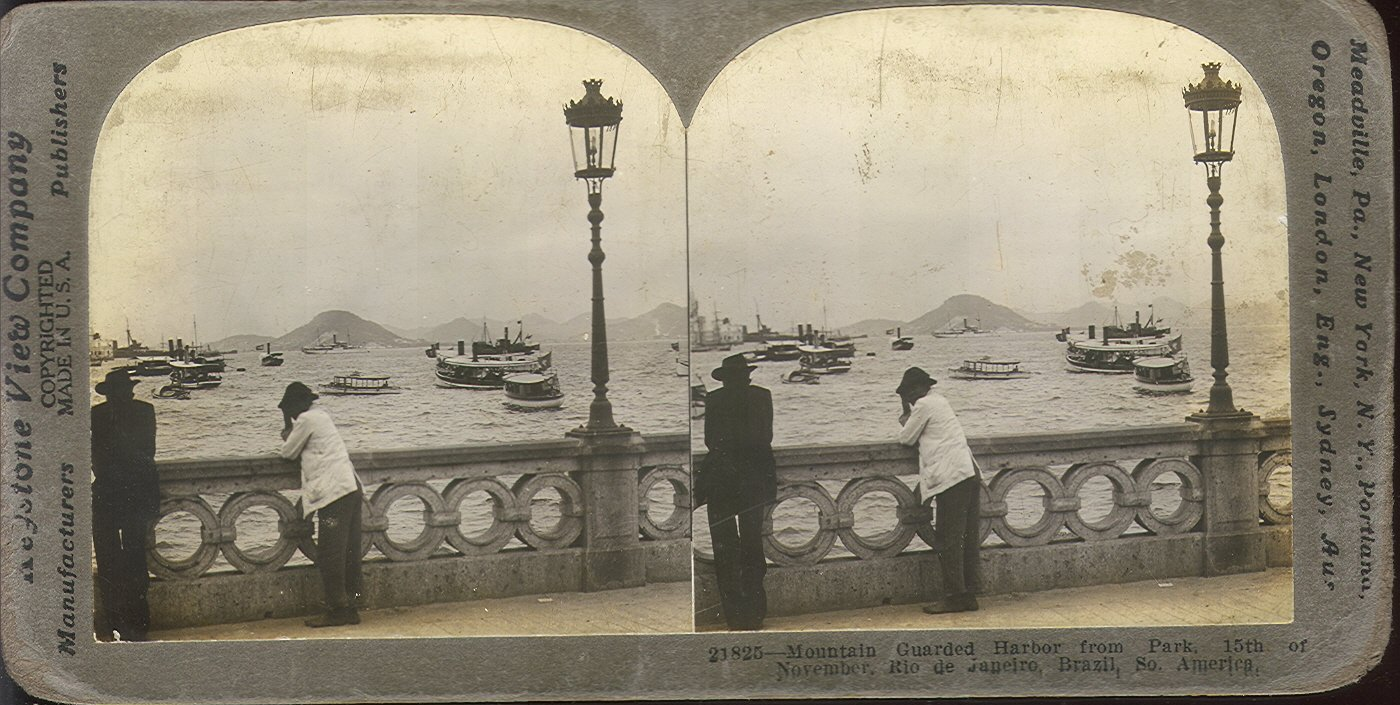
Foto uit 1910 vanuit de haven van Rio de Janeiro met uitzicht over de baai van Guanabara en Niterói

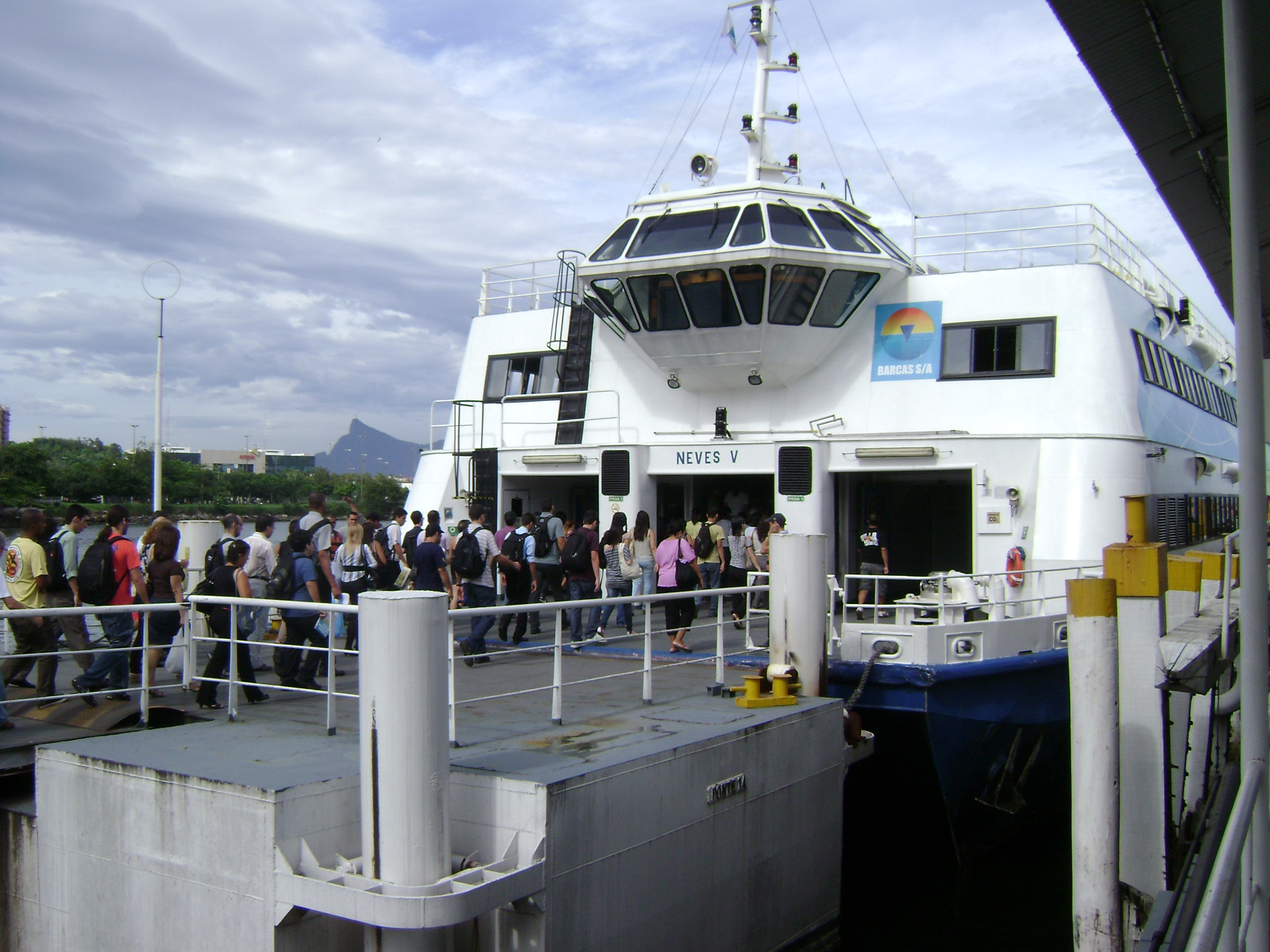
De huidige veerdienst tussen Rio en Niterói

Rio de Janeiro en Niteroi zijn gescheiden door de baai van Guanabara. Gezien de status van beide steden 150 jaar geleden waarbij Rio de Janeiro de hoofdstad was van Brazilië en Niterói de hoofdstad van de staat, ontstond er destijds een grote behoefte aan een directe verbinding tussen de steden. Voordat de brug werd gebouwd, verliepen de enige verbindingen via een veerpont of een binnenlandse route via de stad Magé. De tocht met de veerpont duurde ruim een uur met lange wachttijden in het weekend en op feestdagen. De binnenlandse route, waarbij om de gehele baai moest worden gereden, heeft een lengte van ruim 100 kilometer. Plannen voor een brugverbinding bestonden er al sinds 1875, echter had men toen nog te weinig kennis voor de uitvoering van het project. Ook een tunnelverbinding behoorde tot de mogelijkheden. Desondanks startte de constructie na verschillende mislukte pogingen bijna 90 jaar later. In 1963 werd er een technische ontwikkelingsgroep opgericht die moest zorgen voor meer duidelijkheid en concrete plannen. Twee jaar later werd er officieel besloten een brug te bouwen over de baai.

### Project
Op 23 augustus 1968 ondertekende de toenmalige Braziliaanse president Costa e Silva een verdrag voor de constructie van de brug. Het project zou worden waargenomen door het DNER (Departamento Nacional de Infraestrutura de Transportes) onder leiding van Mario Andreazza, de toenmalige minister van Verkeer en Waterstaat. Het project werd ontwikkeld door twee bedrijven. Het bouwbedrijf Noronha Engineering, met het hoofdkantoor in Rio de Janeiro, stelde de ingenieurs Antônio Alves de Noronha Filho en Benjamin Ernani Diaz aan voor het ontwerpen van de verbindingswegen van beide steden naar de brug. Ook waren zij verantwoordelijk voor het ontwerp van de betonnen brugdelen over de baai. Het Amerikaanse bouwbedrijf Howard, Needles, Tammen and Bergendorf (HNTB), met in het bijzonder de ingenieur James Graham, ontwierp het grootste deel van de stalen constructies en overspanningen, met inbegrip van funderingen en pijlers.
De brug zou bestaan uit funderingen en pijlers van gewapend beton, een overspanning van voorgespannen beton en een stalen bovenbouw. De betonnen brugdelen werden gefabriceerd in Brazilië en op de plaats van constructie in elkaar gezet. De belangrijkste bouwplaats werd gevestigd op Ilha do Fundão, dat behoort tot de Federale Universiteit van Rio de Janeiro. De stalen bovenbouw van de brug werd gefabriceerd door Dormann & Long, Cleveland Bridge en Montreal Engineering. De gehele stalen constructie, inclusief staalkabels voor het voorgespannen beton, werden vervaardigd in modules en verscheept vanuit Groot-Brittannië. Deze werden uiteindelijk opgebouwd op Ilha do Caju in de baai van Guanabara.
Voor de constructie van de brug hadden verschillende bouwbedrijven zich gemeld. Gezien de omvang van het project was het onmogelijk de brug te laten bouwen door één bouwbedrijf, waardoor het van essentieel belang was dat er een consortium werd gevormd. Voor het eerst in de Braziliaanse geschiedenis kwamen de grootste en machtigste bouwbedrijven van het land tot een overeenkomst van samenwerking. Afgezien daarvan bleef er een concurrentiestrijd bestaan waarna een selectieronde uiteindelijk twee consortia streden om de bouwrechten.
Consortium A: het Rio-Niterói Constructie Consortium (CCRN: Consórcio Construtor Rio-Niterói) werd gevormd door:
- Construtora Ferraz Calvacanti (Bouwbedrijf Ferraz Calvacanti)
- CCBE: Companhia Construtora Brasileira de Estradas (Constructiebedrijf van het Braziliaanse Wegennet)
- EMEC: Empresa de Melhoramentos e Construções S. A. (Renovatie- en Constructiebedrijf S. A.)
- Servix Engenharia S. A. (Ingenieursbedrijf Sevix S. A.)

Consortium B: het Guanabara Constructie Consortium (Consórcio Construtor Guanabara) bestond uit de grootste bouwbedrijven van Brazilië:
- Construções e Comércio Camargo Corrêa S. A. (Constructies en Handel Corrêa S. A.)
- Construtora Mendes Junior S. A. (Bouwbedrijf Mendes Junior S. A.)
- Construtora Rabello S. A. (Bouwbedrijf Rabello S. A.)
- Sérgio Marques de Souza S. A. (Sérgio Marques de Souza S. A.)

Doordat het CCRN de laagste constructiekosten kon bieden werd het verkozen boven het Guanabara Consortium en uitgeroepen tot winnaar. Het contract voor de bouwrechten werd getekend op 4 december 1968. De vooraf bepaalde deadline betrof drie jaar, 1095 dagen, met de vervaldatum op 4 december 1971.

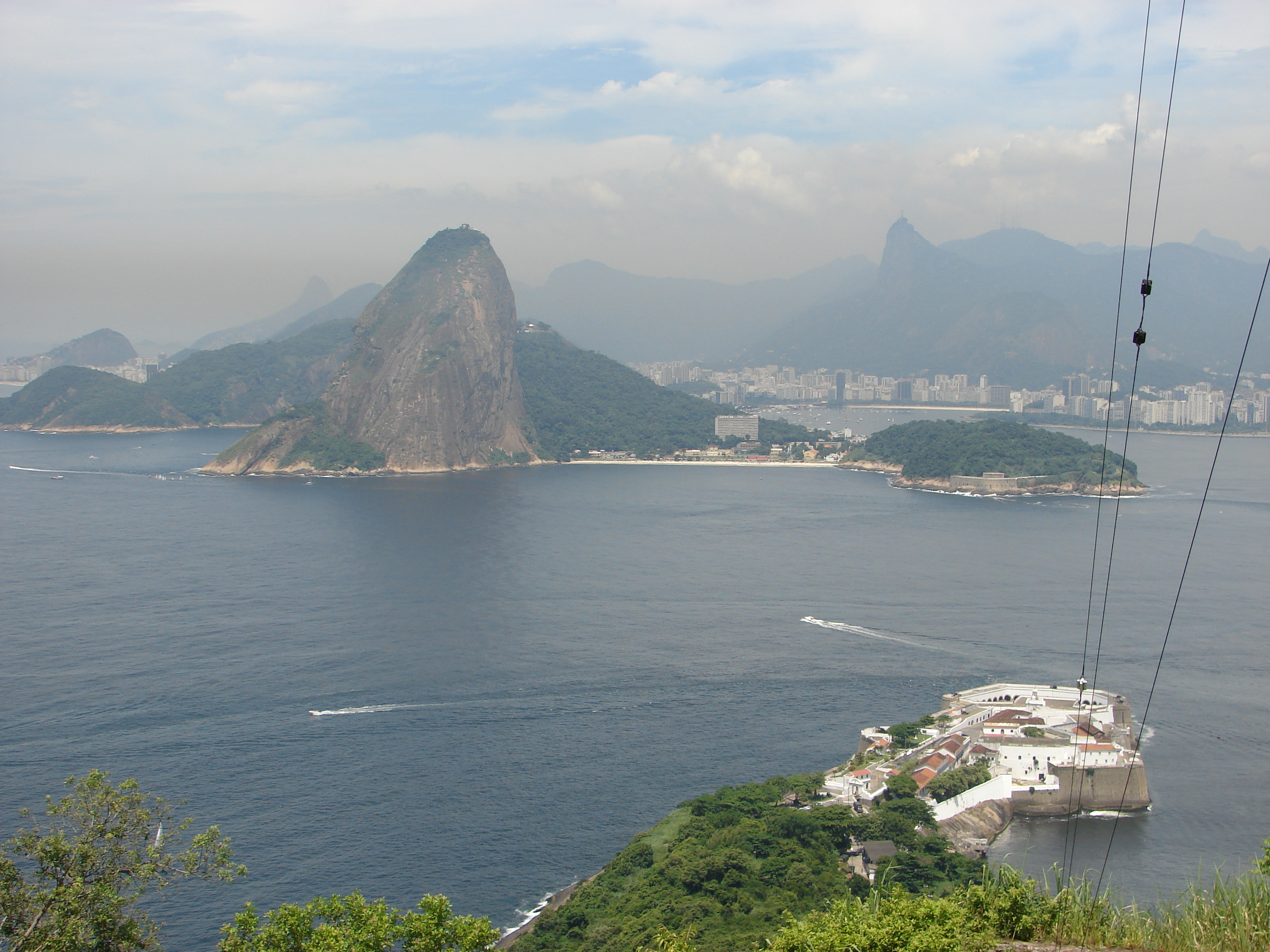
Recente foto van de ingang van de Guanabarabaai met aan de voorzijde het Fort van Santa Cruz en op de achtergrond de Suikerbroodberg

### Financiering
Voor de financiering van de brug werd er een overeenkomst gesloten tussen zowel Braziliaanse als Britse bedrijven, onder leiding van NM Rothschild & Sons. Hierbij werd er in Londen een verdrag ondertekend door de toenmalige Braziliaanse minister van Financiën: Delfim Neto, ingenieur Elisa Resende en Rotschild & Sons. Hierin werden onder anderen de levering van staalconstructies verzekerd; met ieder een overspanning van 200 tot 300 meter, en een lening beschikbaar gesteld van omgerekend 22 miljoen Amerikaanse dollar voor overige diensten omtrent de constructie. De totale kosten van de brug werden geschat op NCr$ 113.951.370,-, echter bleken deze onder leiding van het Rio-Niterói Consortium uiteindelijk op te lopen tot NCr$ 289.683.970,-. (ongeveer 300 miljoen dollar)

### Locatie
De locatie van de brug was voorafgaand bepaald na het uitvoeren van verschillende studies. De eerste studie had betrekking op een brug die via de mond van de baai liep en daardoor een stuk zuidelijker zou komen te liggen dan de huidige brug. Hoewel het daardoor minder lang hoefde te zijn had het een hoogtebeperking vanwege de nabijgelegen Luchthaven Santos-Dumont. Hierdoor kon de brug maximaal 50 meter hoog zijn zonder het luchtverkeer te hinderen. Aangezien deze hoogte een belemmering zou opleveren voor grote vrachtschepen viel deze optie af. De tweede studie had betrekking op de huidige brug. Hierbij zou de brug beginnen in de haven van Caju in Rio de Janeiro, eenmaal op het water een bocht in westelijke richting maken en vervolgens na een lang recht stuk van bijna acht kilometer Ilha de Mocanguê doorkruisen waarna het ten zuiden van Ilha da Conceição in zuidwestelijke richting afbuigt en zou worden verbonden met het wegennet van Niterói. De derde studie bleek achteraf overbodig aangezien het een langere brug betrof dan de huidige waardoor het afviel vanwege hogere bouwkosten.

### Bouwprocedure
De bouwprocedure ging symbolisch van start op 9 november 1968 in het bijzijn van Elizabeth II van het Verenigd Koninkrijk en Prins Philip, hertog van Edinburgh, in hun tot dusver enige bezoek aan het land. Zij vertegenwoordigden de Britse belangen in het grootse project. Officieel ging de bouwprocedure van start in januari 1969.
Januari 1969 – januari 1971: mislukt bouwproject van het Rio-Niterói Constructie Consortium
De start van de bouwprocedure leek probleemloos te verlopen, echter veranderde dat na enkele weken. De constructie van de brug bestond uit drie delen die tegelijkertijd werden opgebouwd: de brug zelf, over land en zee, de verbinding tussen de brug en het wegennet van Rio de Janeiro en de verbinding tussen de brug en het wegennet van Niterói. Het meest complexe gedeelte was de negen kilometer lange overbrugging over de baai. Hiervoor werd alvorens de bouw een bodemonderzoek uitgevoerd waaruit was gebleken dat op sommige plaatsen de hardheid onvoldoende was om de last van de brug te kunnen dragen. Hierdoor bestond er een kans dat de funderingen na het plaatsen van de pijlers en overspanningen zouden kunnen verzakken. Er ontstond een meningsverschil tussen verschillende adviseurs over de oplossing van dit probleem wat leidde tot een gebrek aan overeenstemming en veel tijdsverlies. Toen een proefbelasting op een van de funderingen mislukte en opmerkelijk leidde tot sterfgevallen van enkele ingenieurs en bouwmedewerkers besloot het DNER het contract met CCRN te beëindigen op 26 januari 1971. Met slechts twee van de in totaal meer dan honderd overspanningen voltooid in de afgelopen twee jaar bleek het project zwaar te worden onderschat en kon de deadline lang niet worden gehaald.
Februari 1971 – maart 1974: project onder leiding van het Guanabara Constructie Consortium
Nadat de constructie twee en een halve week werd stilgelegd vond het doorgang op 15 februari 1971. Het project werd overgedragen aan het Guanabara Consortium; bestaande uit de grootste bouwbedrijven van Brazilië. Het bedrijf ECEX-Empresa de Engenharia e Construção de Obras Especiais S. A., dat is gekoppeld aan het DNER, werd aangewezen als toezichthouder op het project. Vanaf het moment dat al het benodigde materiaal beschikbaar was voor gebruik werd de constructie binnen 20 maanden voltooid.

### Constructie

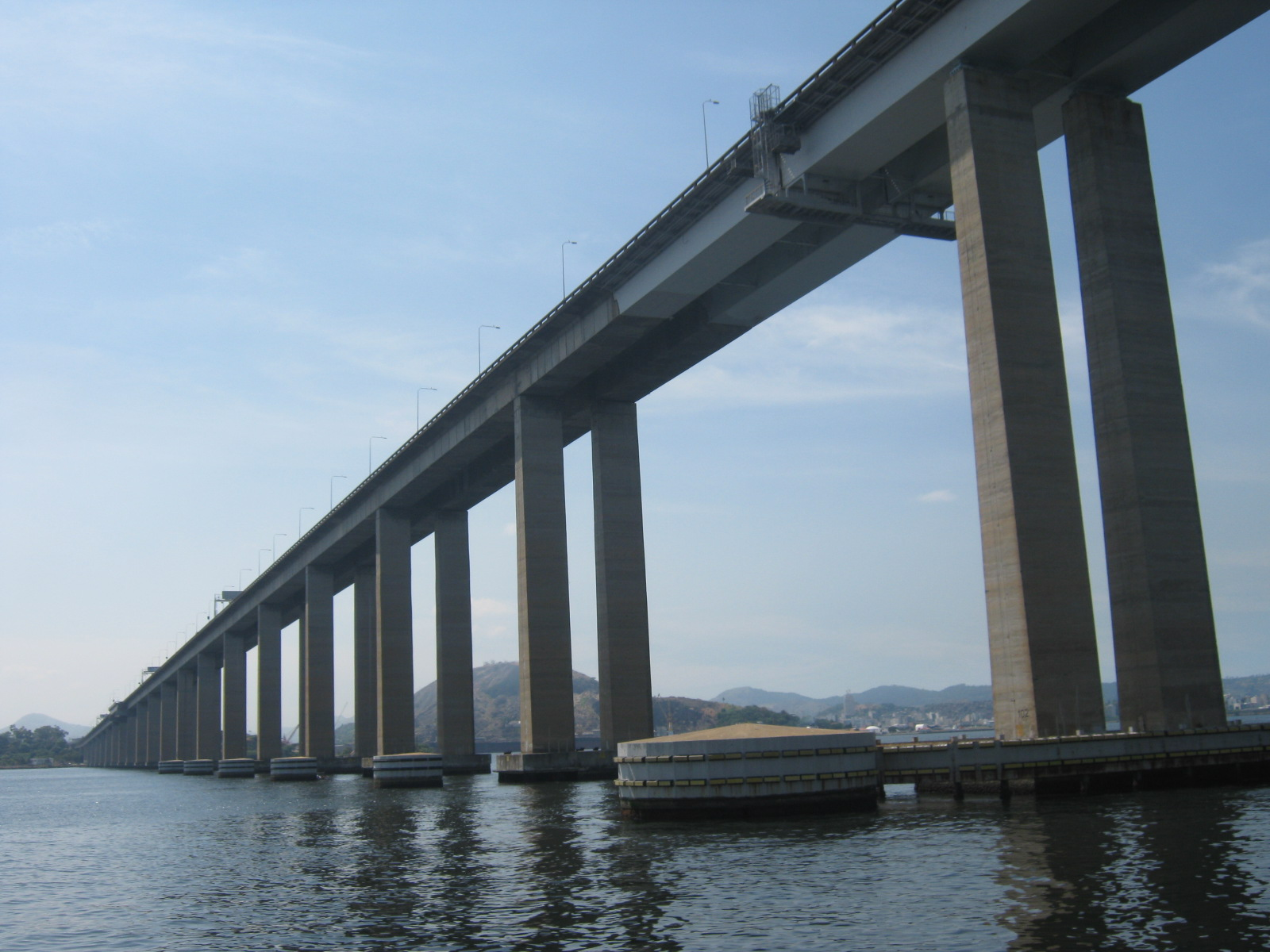
De brug bestaat uit 103 sets van: een groep van 10 funderingen, een voetstuk en één paar pijlers

De constructie van de brug begon bij het aanleggen van de funderingen. Voorafgaand waren er bodemonderzoeken verricht waaruit was gebleken dat de hardheid op sommige plaatsen onvoldoende was om de last van de brug te kunnen dragen. Hierdoor moest het bouwplan worden aangepast waarbij de brug over en langs enkele eilandjes zou lopen; daar bestond de bodem voornamelijk uit rotsgrond. De funderingen werden aangelegd met behulp van drijvende eilandjes waarmee het boormateriaal gemakkelijk naar de bodem kon worden geleid. De boringen vonden veelal plaats in een buis om vervuiling van het zeewater tegen te gaan. In de gaten werden palen geslagen van gewapend beton met een lengte vanaf de bodem tot aan het wateroppervlak (fundering op staal). Op een groep van tien funderingen werd een 2,5 meter hoog voetstuk aangebracht met een gewicht van zes ton. Hierop werd één paar pijlers ingebed die de overspanning moet ondersteunen. In de bijna negen kilometer lange overbrugging over zee werden 103 van zulke sets aangebracht bestaande uit: funderingen, een voetstuk en pijlers.
Er waren twee verschillende werkwijzen voor het plaatsen van de overspanningen. Voor kortere overbruggingen van 200 tot 300 meter werd een overspanning opgebouwd uit twee betonnen staven. Deze werden geleverd in modules. Een module had een lengte van vijf meter en een gewicht van 110 ton per stuk die als grote LEGO blokken in elkaar werden geklikt tot één geheel. Voor het plaatsen van de overspanningen werd op ieder voetstuk een kraan opgebouwd die werd ondersteund door de twee pijlers. Via de buitenkant van de pijlers werden de twee betonnen staven gelijktijdig omhoog gehesen en boven op de pijlers geplaatst. Eenmaal boven werden de twee staven in elkaar geklikt tot een geheel. Bij grotere overspanningen werd deze methode niet toegepast, aangezien het te zwaar en ingewikkeld was om de staven omhoog te hijsen. In dit geval werd er in plaats van beton gebruikgemaakt van een staalconstructie. De kranen werden boven op de pijlers of een al gedeeltelijk geplaatste overbrugging opgebouwd. Hiermee kon de overspanning in een geheel boven op de pijlers worden gehesen.
Ruim 10.000 bouwmedewerkers en 200 ingenieurs hadden meegewerkt aan dit project waarvan de uiteindelijke kosten ongeveer $400.000.000 bedroegen. Tegenwoordig zou dit neerkomen op 2,5 miljard dollar.

### Ongevallen
Tijdens de constructie van de brug waren er verschillende ongelukken gebeurd die hebben geleid tot honderden snijwonden, botbreuken en ontwrichtingen. In totaal zijn er vijf bouwmedewerkers omgekomen. Doordat er in een open omgeving op ruim 60 meter hoogte werd gewerkt had de wind vrij spel en zijn vier bouwmedewerkers van de overspanning gewaaid. Een andere is omgekomen doordat een boot is gekapseisd. Ook zijn er alvorens de constructie enkele duikers verdronken bij het plaatsen van de funderingen onder water.

### Voltooiing en opening
Op 4 maart 1974 werd de brug officieel geopend in het bijzijn van de toenmalige president Emilio Garrastazu Médici, zijn opvolger João Figueiredo en de minister van Verkeer en Waterstaat: Mario Andreazza. Zij waren de eersten die de brug betraden en met een Rolls-Royce van Niterói naar Rio de Janeiro reden. De brug kreeg de naam: Ponte Presidente Costa e Silva; vernoemd naar de Braziliaanse president die opdracht gaf voor de constructie, echter staat de brug tegenwoordig beter bekend als de Ponte Rio-Niterói, oftewel: de Rio-Niteróibrug. De totale bouwprocedure heeft vijf jaar en drie maanden in beslag genomen, ruim twee jaar langer dan gepland. Toch hebben de bedrijven van het Guanabara Consortium het project, na de twee jaar vertraging door het Rio-Niterói Consortium, binnen 20 maanden, omgerekend 600 dagen, kunnen voltooien.

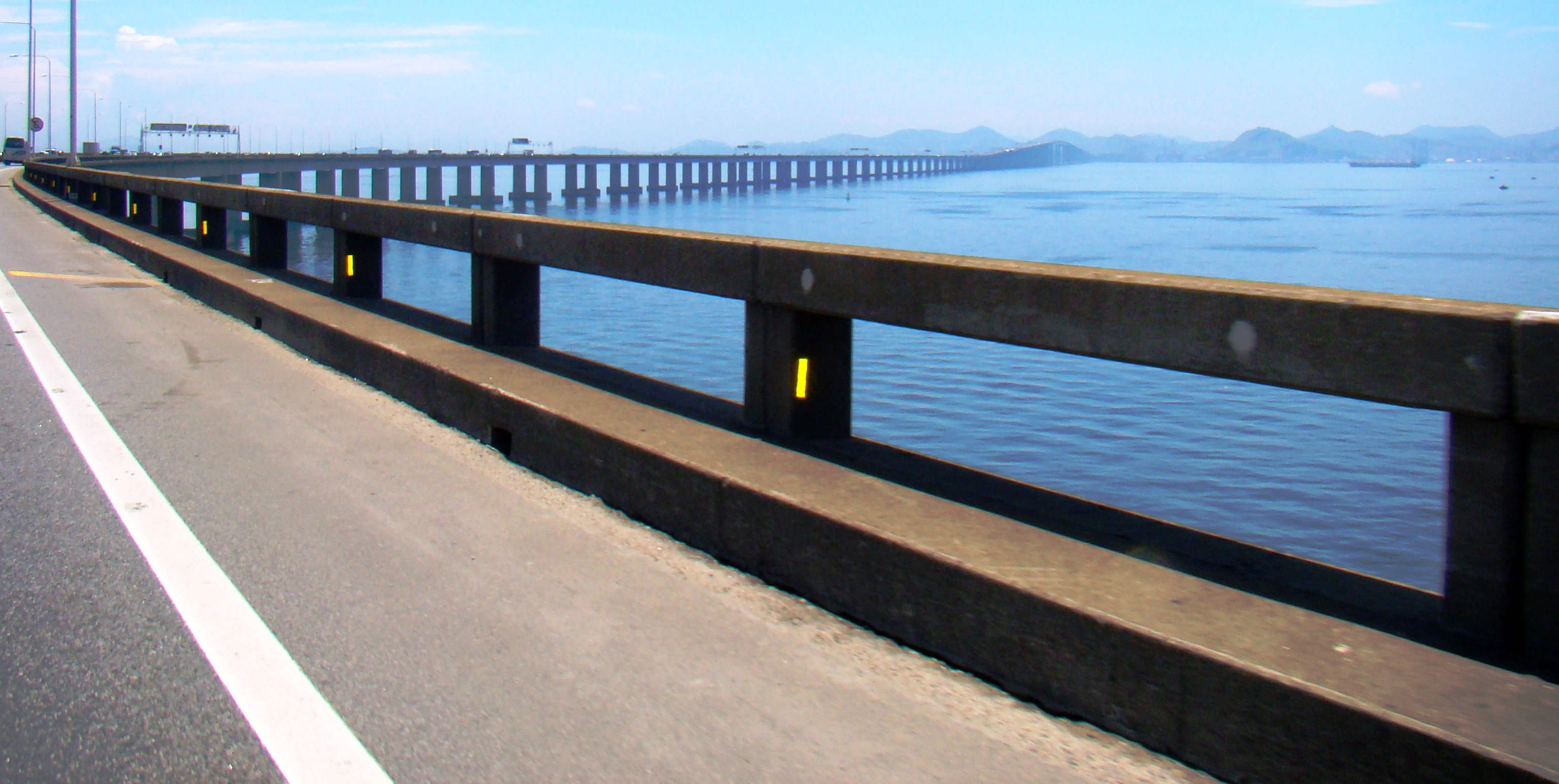
Met een totale lengte van 13,29 km is het een van de langste bruggen ter wereld

Het wordt gezien als een record dat een bouwwerk van dit formaat voltooid is binnen dit tijdsbestek .

## Algemene gegevens

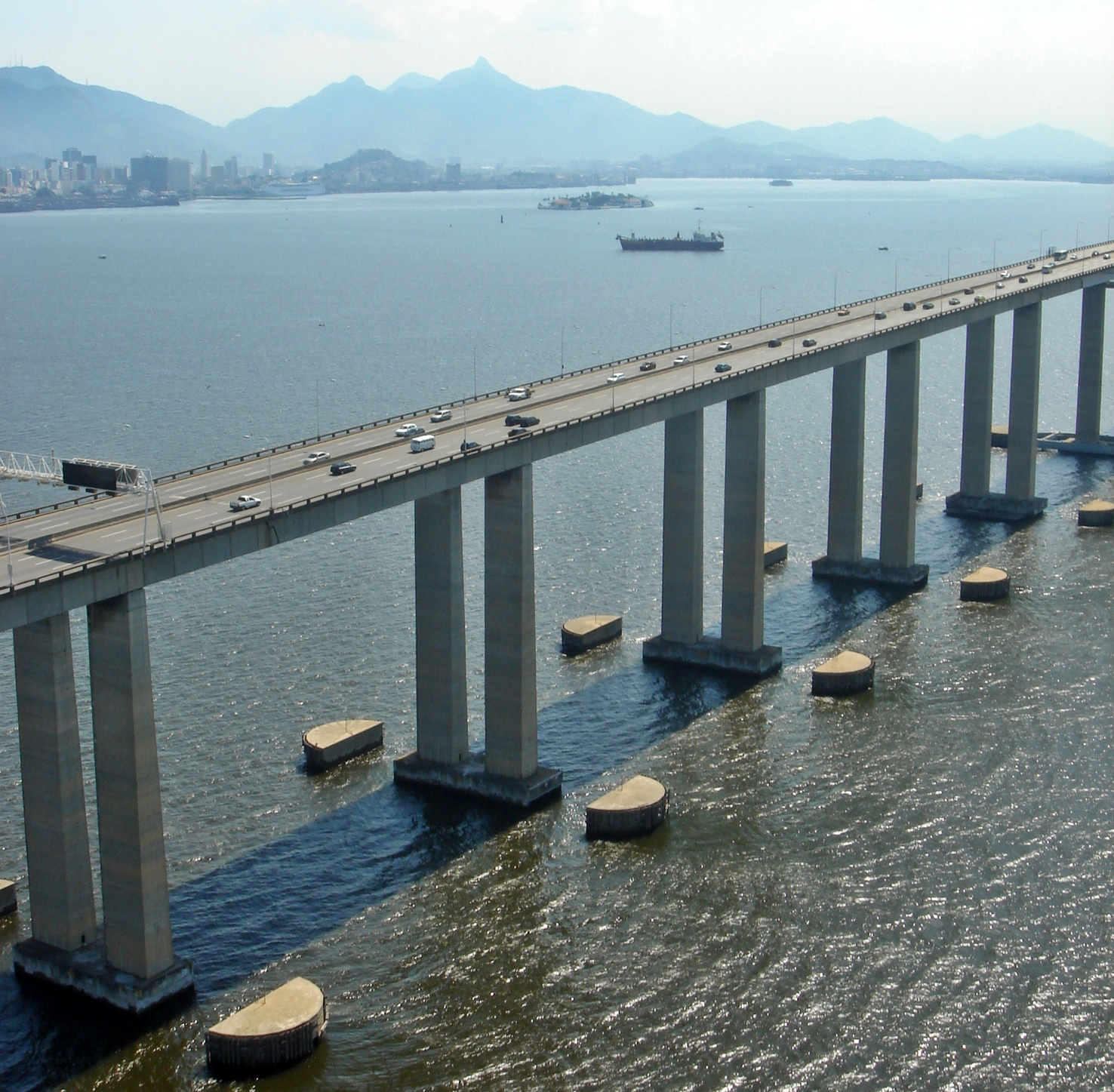
De centrale overspanning met een lengte van circa 200 meter

### Afmetingen
De Rio-Niteróibrug heeft een lengte van 13,29 kilometer, waarvan 8.836 meter over zee en 4.454 meter over land. Hiermee was het destijds bijna zes keer zo lang als de Maurício Joppertbrug uit 1965; voorheen de langste brug van Brazilië. Vanaf de voltooiing in 1974 tot en met 1985 was het na Lake Pontchartrain Causeway de langste brug ter wereld. Hierdoor werd het bouwwerk in de jaren ’70 gezien als het achtste wereldwonder. Buiten dat heeft het een breedte van 26,60 meter met in totaal zes rijstroken; drie in beide richtingen. In 2009 zijn deze in beide richtingen uitgebreid met een extra rijstrook. De twee rijbanen hebben aan beide kanten een betonnen barrière van 1,80 meter hoog. Verder heeft de langste centrale overspanning een lengte van 800 meter. Hierbij bereikt de brug ook het hoogste punt van 72 meter boven het wateroppervlak. Dit gedeelte van het bouwwerk is het enige stuk waarbij de overspanning is gemaakt van staalconstructies in plaats van voorgespannen beton.De rest van de brug heeft een hoogte van 60 meter en overspanningen variërend van 200 tot 300 meter.

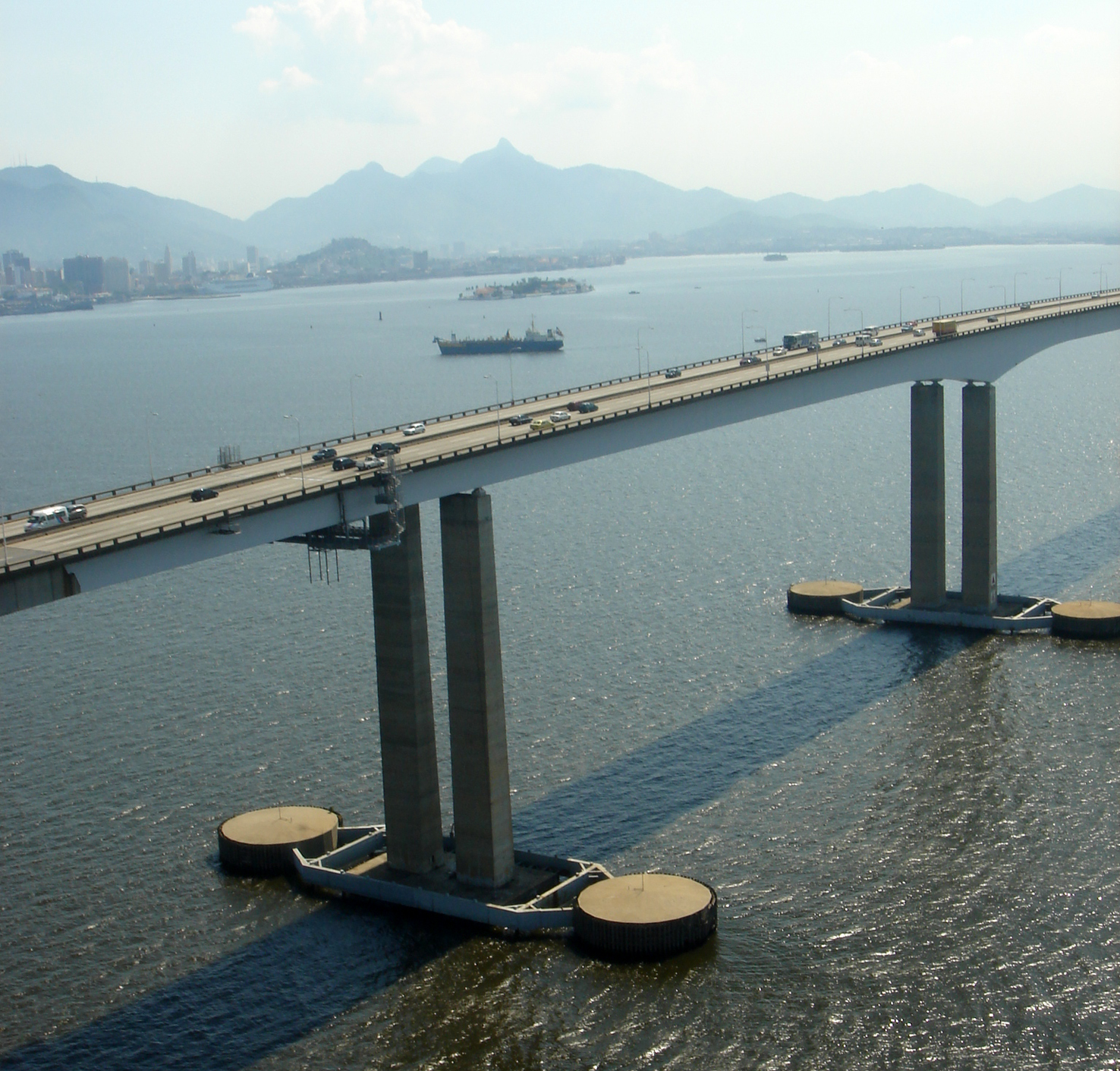
De centrale overspanning met een lengte van circa 300 meter

### Materialen
Hoeveelheden van de belangrijkste materialen die zijn gebruikt voor de constructie van de brug:
| Materiaal               | Hoeveelheden |
| ----------------------- | ------------ |
| Beton                   | 481.300 m³   |
| Onderwaterbeton         | 77.600 m³    |
| Cement                  | 237.900 m³   |
| Grind                   | 369.600 m³   |
| Weekijzer               | 39.900 ton   |
| Hard staal (hardmetaal) | 9900 ton     |
| Plaatmetaal             | 24.500 ton   |
| Metaal profielen        | 7700 ton     |
| Epoxy                   | 234.800 kg   |
| Asfaltbeton             | 32.400 m³    |
| Zand                    | 212.300 m³   |
| Vloerdelen met asbest   | 6.000 m²     |

Ter vergelijking
De hoeveelheid zand die gebruikt is voor het bouwen van de brug is net zoveel als waarover het halve Copacabanastrand over beschikt. Het totaalgewicht van de brug is ruim 970.000 ton wat overeenkomt met het gewicht van 800 gebouwen van tien verdiepingen hoog met vier slaapkamers. Van de gebruikte hoeveelheid gewapend beton kunnen ongeveer 23.000 van zulke gebouwen worden gebouwd. Er werden meer dan 4,6 miljoen zakken cement gebruikt. Als deze zouden worden opgestapeld zou het 1500 keer zo hoog zijn als de Suikerbroodberg (396 meter hoog).

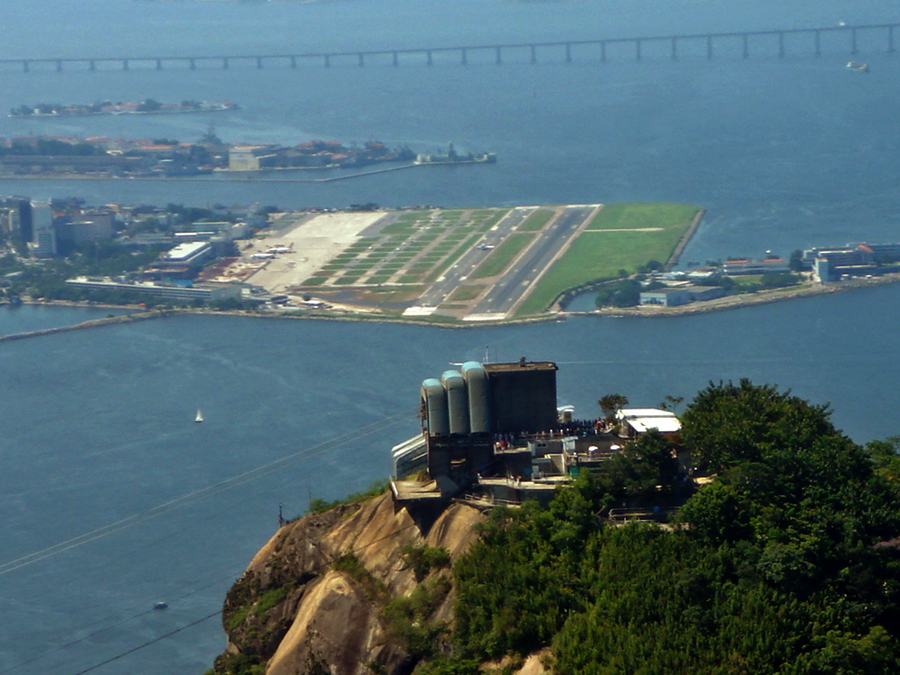
Luchtfoto van de Luchthaven Santos-Dumont, met de Morro da Urca aan de voorzijde en de Rio-Niteróibrug op de achtergrond

### Infrastructuur
De Rio-Niteróibrug maakt deel uit van de BR-101: een Braziliaanse snelweg met een lengte van 4.619 kilometer van Touros, Rio Grande do Norte tot aan São José do Norte, Rio Grande do Sul. Buiten dat de brug een verbinding vormt tussen Rio de Janeiro (stad) en de agglomeratie van Niterói en São Gonçalo wordt het ook gebruikt om vanaf het zuiden van de baai plaatsjes ten noorden van de baai te bereiken en andersom. De brug staat in verbinding met de Elevado da Perimetral en Avenida Brasil in Rio de Janeiro en een viaduct in Niterói die leidt naar de Avenida do Contorno in noordelijke richting, de Avenida Jansen de Melo in zuidelijke richting, de Avenida Feliciano Sodré in westelijke richting en de Avenida São Boaventura in oostelijke richting. Het bevindt zich op nog geen vijf kilometer van de Luchthaven Santos-Dumont en op ongeveer zeven kilometer van het Internationale Luchthaven Antônio Carlos Jobim. Ook bevindt het zich op ongeveer twee kilometer van het Maracanã voetbalstadion.

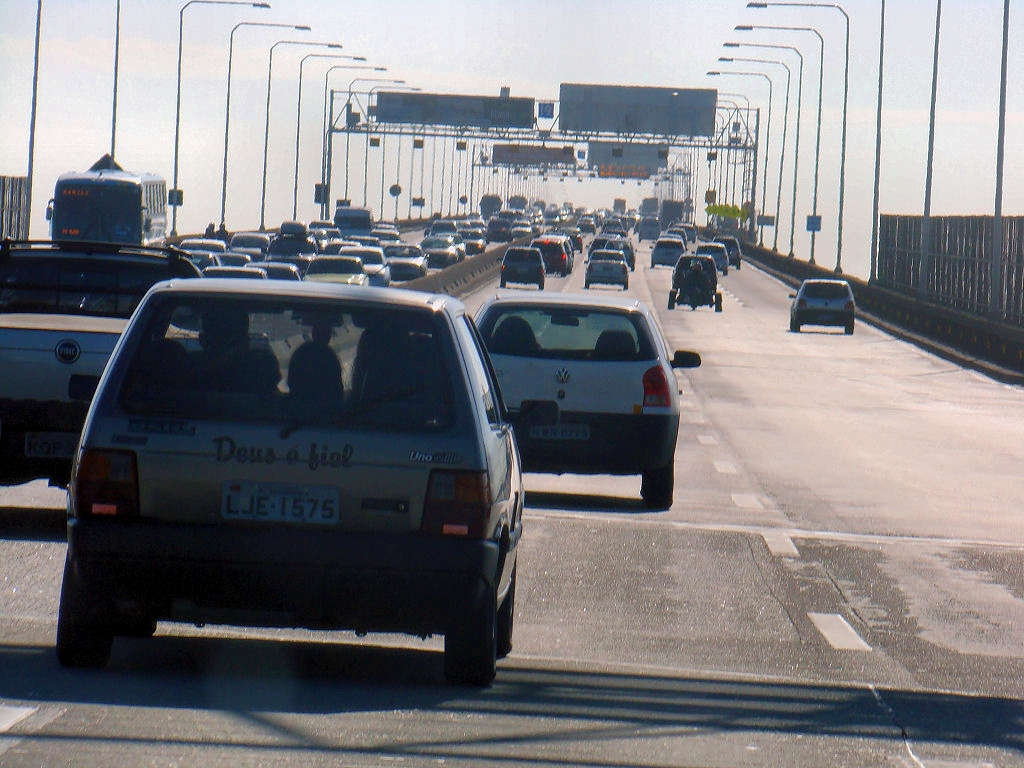
Het verkeer op de brug

Vanaf de opening van de brug trokken er gemiddeld 4868 vrachtwagens, 1795 bussen en 9202 auto's, in totaal 15.865 voertuigen, in 1974 dagelijks de brug over. Vandaag de dag is dit aantal opgelopen tot 145.000 voertuigen die gemiddeld 400.000 personen vervoeren per dag. Op feestdagen en in de weekenden varieert het aantal tussen de 160.000 en 170.000 voertuigen. Sinds de opening zijn ruim 1,3 miljard voertuigen de brug overgestoken die ruim 3,2 miljard mensen hebben vervoerd.

### Tolwegen
De brug beschikt al vanaf een jaar na de opening over tolpoortjes. Hiermee moest het investeringsgeld van de brug en de opgelopen schulden door de drie maal zo hoog uitgevallen bouwkosten worden terugverdiend. Destijds kostte de toegang tot de brug: Cr$ 2,- voor motorfietsen, Cr$ 10,- voor auto’s, Cr$ 20,- voor vrachtauto’s en grote bestelbussen, Cr$ 40,- voor drieassige vrachtwagens met oplegger en autobussen en Cr$ 70,- voor zesassige vrachtwagens met dubbele oplegger. De opbrengst bestond uit tolgeld van voertuigen die dagelijks de brug overstaken. Door het toenemende hoeveelheid verkeer zou het aantal en daarmee ook de opbrengst ieder jaar stijgen. Berekend was dat er ongeveer acht jaar nodig zou zijn om de kosten van de brug terug te verdienen. Er werd beloofd dat de brug daarna weer gratis toegankelijk zou worden voor iedereen, echter moet tot op heden tol worden betaald.

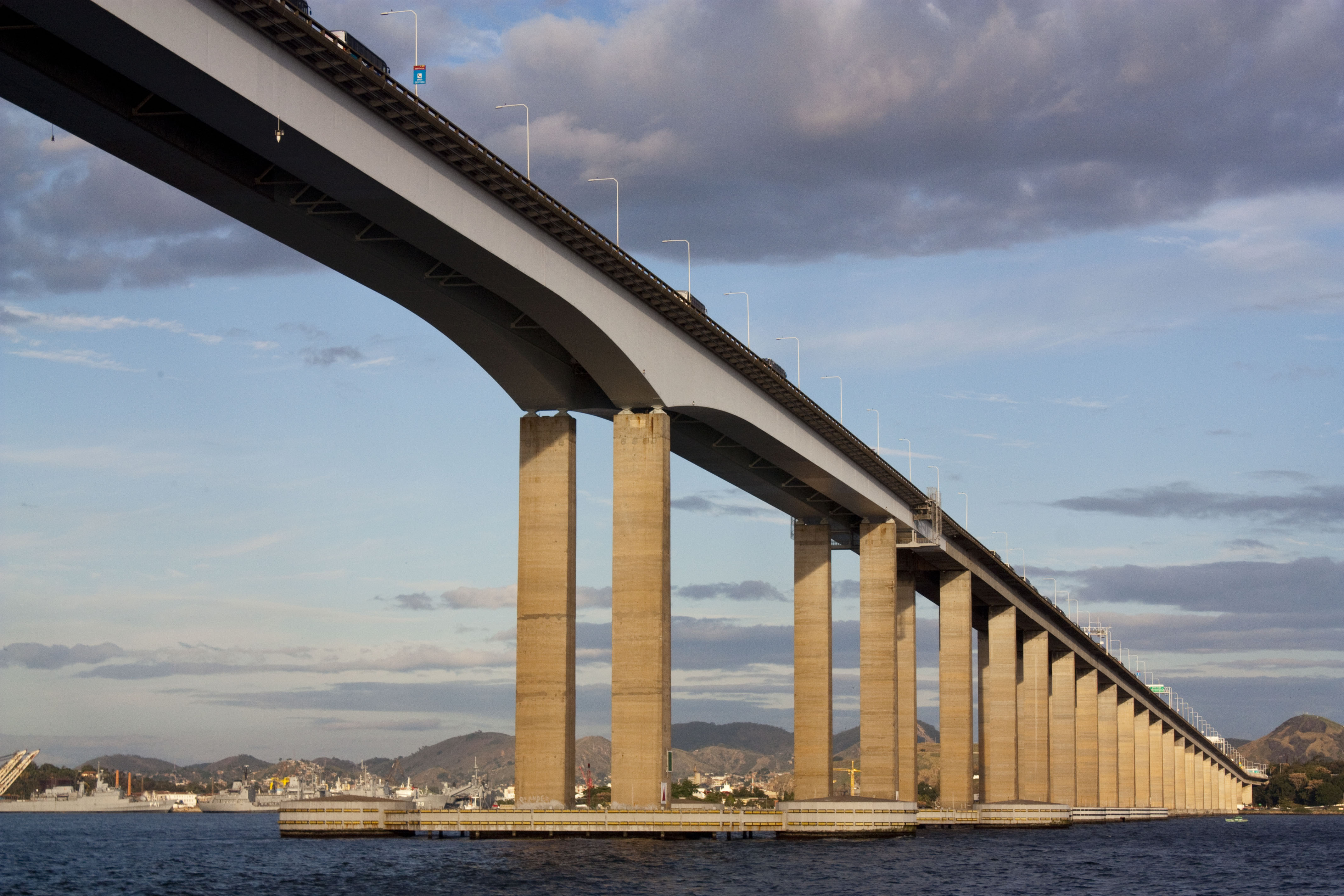
De brug bestaat uit betonnen pijlers en een stalen bovenbouw

De huidige prijzen bedragen: R$ 2,45 voor motorfietsen, R$ 4,90 voor auto’s en kleine bestelbussen, R$ 7,35 voor auto’s met een eenassige aanhangwagen, R$ 9,80 voor auto’s met een tweeassige aanhangwagen, grote bestelbussen, vrachtwagens zonder oplegger en bussn, R$ 14,70 voor drieassige vrachtwagens met oplegger en bussen, R$ 19,60 voor vierassige vrachtwagens met oplegger, R$ 24,50 voor vijfassige vrachtwagens met oplegger en R$ 29,40 voor zesassige vrachtwagens met oplegger.

### Concessiehouder
Sinds juni 1995 wordt de brug beheerd door Concessionária da Ponte Rio – Niterói S.A., afgekort Ponte S/A, een privaat bedrijf dat onderdeel is van het CCR: Companhia de Concessões Rodoviárias. Het was de eerste keer dat de Braziliaanse overheid de verantwoordelijkheid van een onderdeel van de infrastructuur overdroeg aan een privaat bedrijf; iets wat in de Verenigde Staten vrij gebruikelijk is. De brug moest worden overgedragen doordat de overheid onvoldoende middelen had om de constructie te kunnen onderhouden en moderniseren. Vanwege het achterstallig onderhoud begon het bouwwerk vermoeiingsverschijnselen te vertonen en kon het het toenemende hoeveelheid verkeer niet meer verwerken. De brug was dringend toe aan renovatie en modernisatie. De Braziliaanse regering sloot een overeenkomst met Ponte S/A die een contract tekenden van 20 jaar. Gedurende deze periode wordt het bedrijf verantwoordelijk gesteld voor het in stand houden, onderhouden, renoveren en het beter laten functioneren van de brug. In ruil daarvoor trof de regering een subsidieregeling voor de projecten en mocht het de opbrengst van het tolgeld gebruiken als investeringsgeld voor de brug. Na afloop van het contract zal de brug weer eigendom worden van de staat.
Ponte S/A implementeerde een uitgebreid programma voor het renoveren, moderniseren en onderhouden van de brug. Hierbij wordt onder andere gebruikgemaakt van nieuwe technologieën, apparatuur en gespecialiseerd en goed opgeleid personeel dat de brug moet transformeren tot een van de modernste en veiligste snelwegen van het land. Het wordt tot nu toe beschouwd als een van de grootste uitdagingen van de 21e eeuw in de bouwkunde van Brazilië.

## Problemen

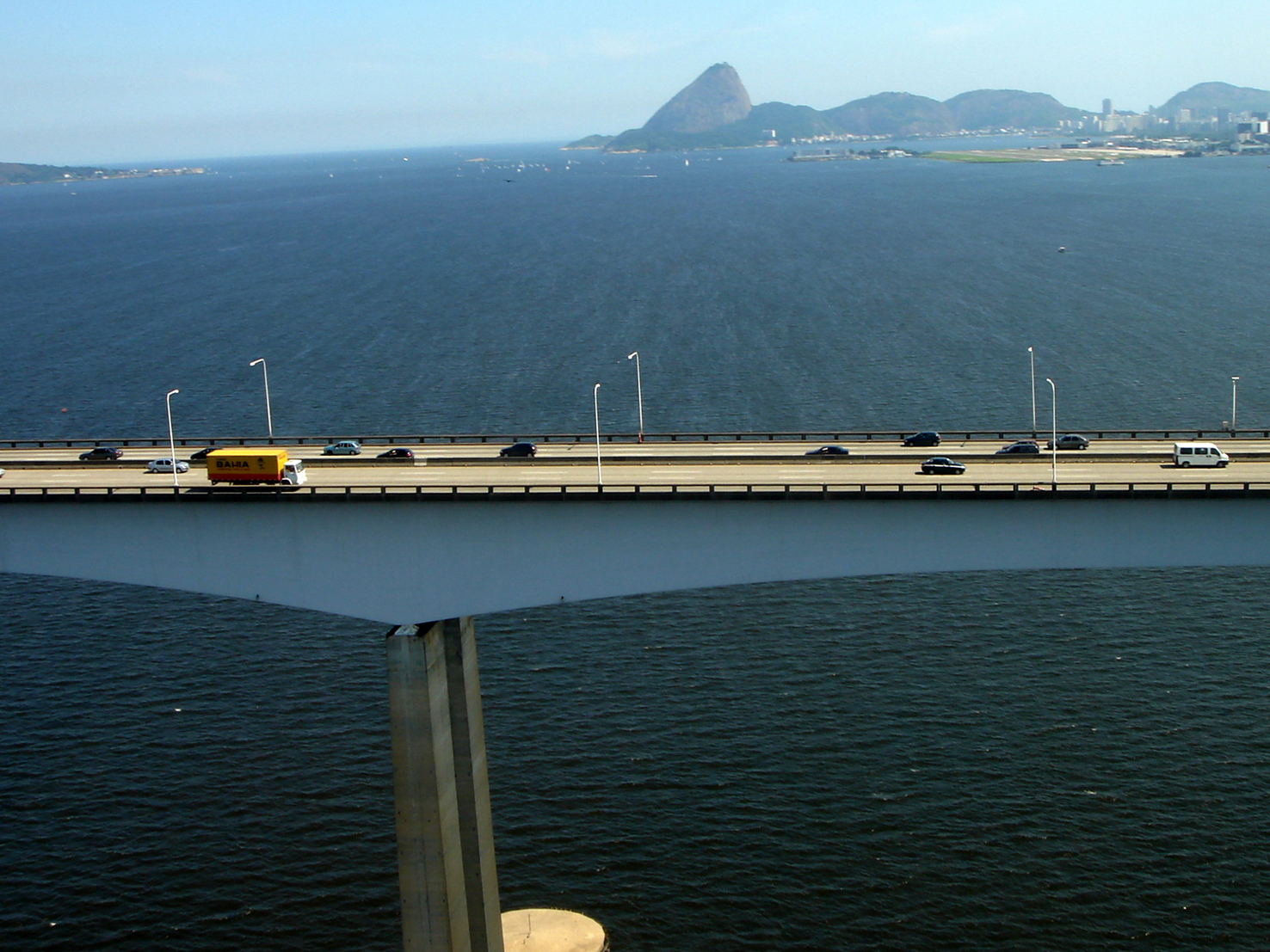
De centrale overspanning over de baai van Guanabara met op de achtergrond de Suikerbroodberg

Vanaf de voltooiing tot op heden heeft de brug verschillende problemen ondervonden. Vooral de lengte van het bouwwerk en de overspanning over zee maken de brug kwetsbaar. Vanwege het jarenlange achterstallig onderhoud heeft Ponte S/A, sinds 1995 concessiehouder, een grootschalig onderzoek gedaan naar de gesteldheid van de brug. Nadat er begin 2000 op verschillende plaatsen breuken en scheuren werden ontdekt startte de grootste renovatie in de geschiedenis van de brug. Hierbij werden onder anderen de centrale overspanningen intern en parallel versterkt, het asfalt werd vervangen door hogesterktebeton en de brug werd structureel verstevigd. Tot op heden wordt de brug streng gecontroleerd op onderhoud en worden er passende maatregelen genomen door de concessiehouder.

### Corrosie
Er was een breuk waargenomen in de stalen bekabeling in het midden van een van de overspanningen; vijf kabels bleken gebroken. Uit het onderzoeksrapport van 2002 bleek dat er in meerdere overspanningen scheurtjes in het pleisterwerk waren geconstateerd. Deze zijn ontstaan door een combinatie van hoge luchtvochtigheid, hoge temperaturen en de soms sterke verschillen tussen de dag- en nachttemperatuur waardoor het pleisterwerk is gaan uitzetten en heeft kunnen scheuren. Doordat de afwerking op deze plaatsen niet voldoende was onderhouden heeft er vocht kunnen doordringen op de staalkabels. De combinatie van zuurstof en vocht heeft ervoor gezorgd dat op sommige plaatsen de staalkabels de afgelopen jaren zijn aangetast en zijn gaan corroderen. In 2003 werden hierdoor 12 delen afgedicht en versterkt en in 2005 nog eens 28 overspanningen.

### Resonantie
Net als vele andere bruggen heeft ook de Rio-Niteróibrug te maken met resonantie. De resonantie die meestal bij bruggen voorkomt is het meetrillen van het object met de wind. Gezien de lengte en hoogte van de Rio-Niteróibrug en de overspanning over de baai, waar weinig andere obstakels aanwezig zijn, is de brug hiervoor kwetsbaarder dan de meeste andere. Tot begin 2004 moest de brug altijd worden afgesloten bij storm of een aanhoudende constante luchtstroom.

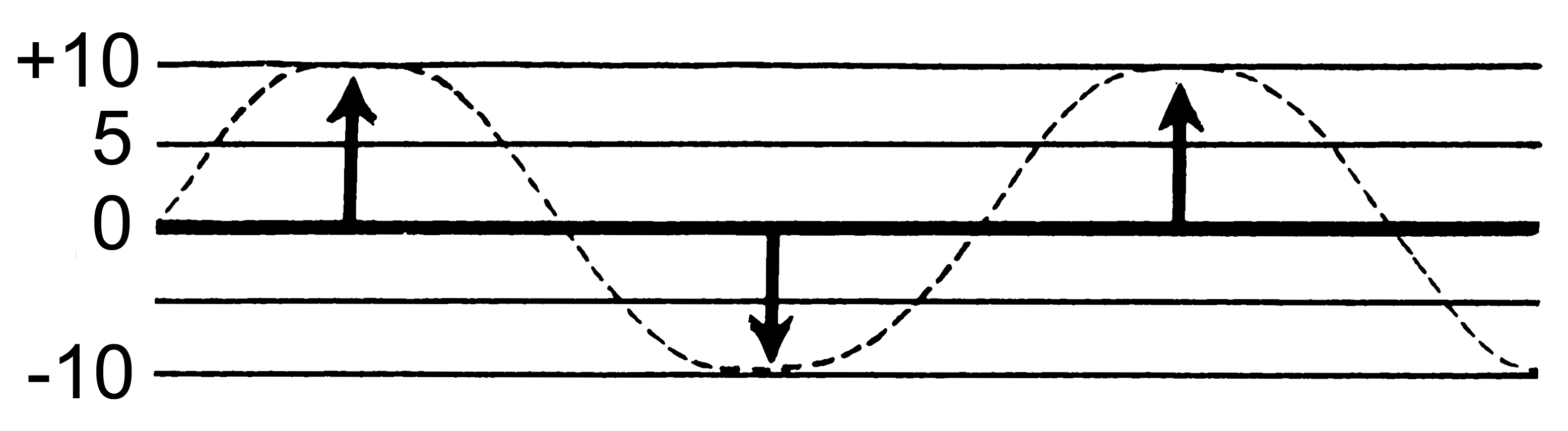
De schommeling kon een maximale amplitude bereiken van 1,2 meter: 60 cm boven en 60 cm onder het nulpunt

Het metalen bovendeel van de brug is het gevoeligst voor trillingen doordat het een kleine interne demping heeft. De trillingen ontstaan zodra de wind afwisselend onder en boven het metalen bovendeel van de centrale overspanning waait. Als de windsnelheid constant is voor ongeveer drie minuten begint de brug verticaal te schommelen in een golvende beweging; horizontaal is niet mogelijk gezien de bouw van de constructie. De schommeling die altijd een ritme aanhoudt van 3 seconden wordt veroorzaakt door een zuidwestenwind waarbij de windrichting loodrecht op de as van de brug staat. In dit geval moest de brug al worden afgesloten bij een constante windsnelheid van 55 km/h of hoger (harde wind). In de ergste gevallen kon de schommeling een amplitude bereiken van maximaal 1,2 meter: 60 cm onder en 60 cm boven het nulpunt. Hoewel de constructie daarbij echter nooit in gevaar kwam leverde het wel gevaarlijke en beangstigende situaties op voor degenen die de brug overstaken. Door de lengte van de brug kon namelijk nooit op tijd worden gewaarschuwd en ingegrepen.
Een studie uitgevoerd door het Instituut van Ingenieurs van de Federale Universiteit van Rio de Janeiro, onder leiding van professor Ronald Battista, heeft geleid tot de ontwikkeling van een dynamisch controle systeem waarmee de trillingen in de centrale overspanning kunnen worden geneutraliseerd met 80%. Hierbij zou een set van 32 metalen blokken met een totaalgewicht van 120 ton symmetrisch onder de brug moeten worden gemonteerd die tegengewicht inbrengen zodra de wind invloed uitoefent op de brug. Het zogenoemde ADS-systeem onderbreekt de verticale golfbeweging waardoor de maximale amplitude kan worden teruggebracht naar tien centimeter. Sinds de toepassing van dit systeem in mei 2004 kunnen reizigers te allen tijde de brug veilig oversteken en hoeft het niet meer gesloten te worden door storm of wind.

### Metaalmoeheid
Nadat vele scheuren in het pleisterwerk van verschillende overspanningen waren gerestaureerd waren er ook enkele onverklaarbare scheuren ontdekt in 48 overspanningen. Na een tweede onderzoek bleken deze te zijn ontstaan door metaalmoeheid; een verschijnsel dat optreedt als er gedurende een lange tijd wisselende belasting aanhoudt. De oorzaak hiervan is de jarenlange resonantie dat heeft geleid tot verslapping van het voorspanstaal in het voorgespannen beton. Hierdoor heeft de brug sinds de voltooiing kracht verloren, echter ontstonden de problemen na 28 jaar. Pas na 35 jaar, in 2009, werd het noodzakelijk bevonden de bodem en de bovenbalk te versterken. Hiervoor werden in drie delen van verschillende overspanningen extra staalkabels aangelegd.

### Files

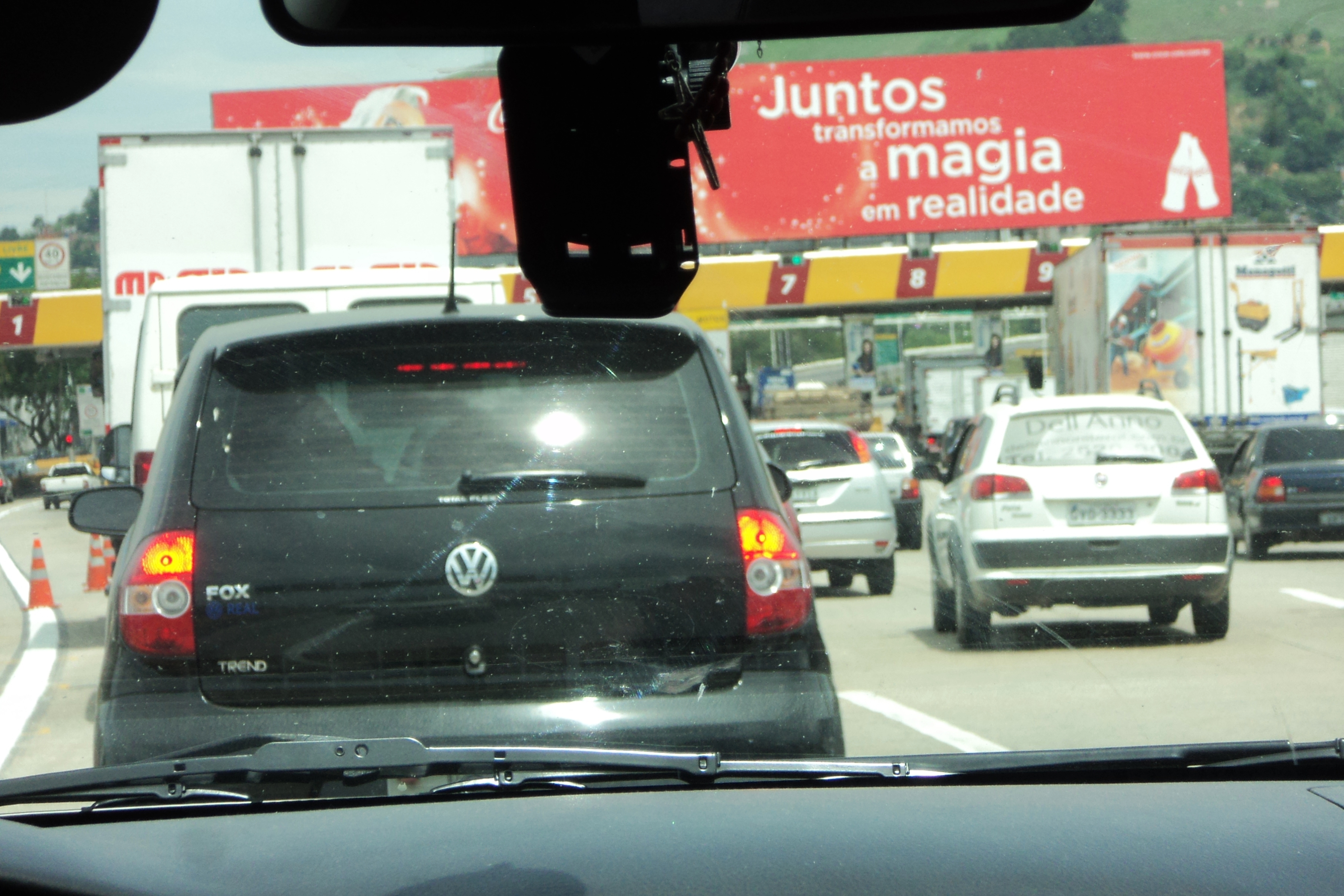
Files bij de tolpoortjes van de brug

De Rio-Niteróibrug kampt al jaren met een toenemend fileprobleem. Na de constructie van het bouwwerk in 1974 werd geschat dat er dagelijks ruim 50.000 voertuigen gebruik zouden maken van de brug, echter is dat aantal tegenwoordig verdrievoudigd. De verkeersintensiteit neemt tot op de dag van vandaag toe waardoor het nodig was om de capaciteit te vergroten. Begin 2000 werd het asfalt vervangen door hogesterktebeton. Hiermee was onderhoud, zoals het verharden van het asfalt, niet langer nodig. Er werd besloten om in beide richtingen een rijstrook toe te voegen om zodoende de doorstroom op de brug te vergroten, echter zorgde dit niet voor een afname van files rond de tolpoortjes. Het project werd in 2009 met succes voltooid. Daarnaast is de toegang voor vrachtwagens met drie assen of meer beperkt van 22.00 uur tot 4 uur, wat heeft geleid tot een capaciteitverhoging van 6000 tot 7500 voertuigen per uur in de ochtend- en avondspits. Bovendien leidde dit ook tot een sterke afname van files rond de tolpoortjes.
Hoewel het fileprobleem is afgenomen is het nog niet opgelost en wordt er geschat dat over enkele jaren de oude problemen terugkeren. Voor het bestrijden van dit probleem zijn er verschillende alternatieven overwogen zoals: een nieuwe brug over de baai, een tunnelverbinding of een metroverbinding tussen Niterói en Rio de Janeiro. De laatste optie lijkt voor de Braziliaanse regering het meest voor de hand liggend, ook vanwege het aankomende Wereldkampioenschap voetbal in 2014 en de Olympische Zomerspelen in 2016.
Hierbij is het plan om de metroverbinding van Rio de Janeiro uit te breiden met lijn 3. Deze moet beginnen in Carioca, Rio de Janeiro, en wordt via een 11 kilometer lange tunnel onder de baai verbonden met het eerstvolgende station in Niterói: Araribóia. Verder is het plan om lijn 3 te verbinden met onder anderen Alcântara en Guaxindiba in São Gonçalo en eindbestemming Itaboraí. De totale lengte vanaf Rio de Janeiro tot aan Guaxindiba zal ongeveer 40 kilometer beslaan en ongeveer 25 minuten moeten duren; een uur en 20 minuten korter dan via de brug en door de stad. Van Carioca naar Araribóia duurt tegenwoordig ruim 20 minuten via de brug en zal via de metro ongeveer 5 minuten duren. Er wordt verwacht dat in het eerste jaar na de voltooiing van de constructie ruim 380.000 personen dagelijks gebruik zullen maken van de metroverbinding. Uiteindelijk zal de metro ruim 1,7 miljoen personen per dag moeten kunnen vervoeren. De constructiekosten van dit project worden geschat op 1,2 miljard reais, ongeveer 460 miljoen euro. Het project wordt verwacht klaar te zijn in 2014, voor de aanvang van het Wereldkampioenschap voetbal.

## Wereldwijde belangstelling

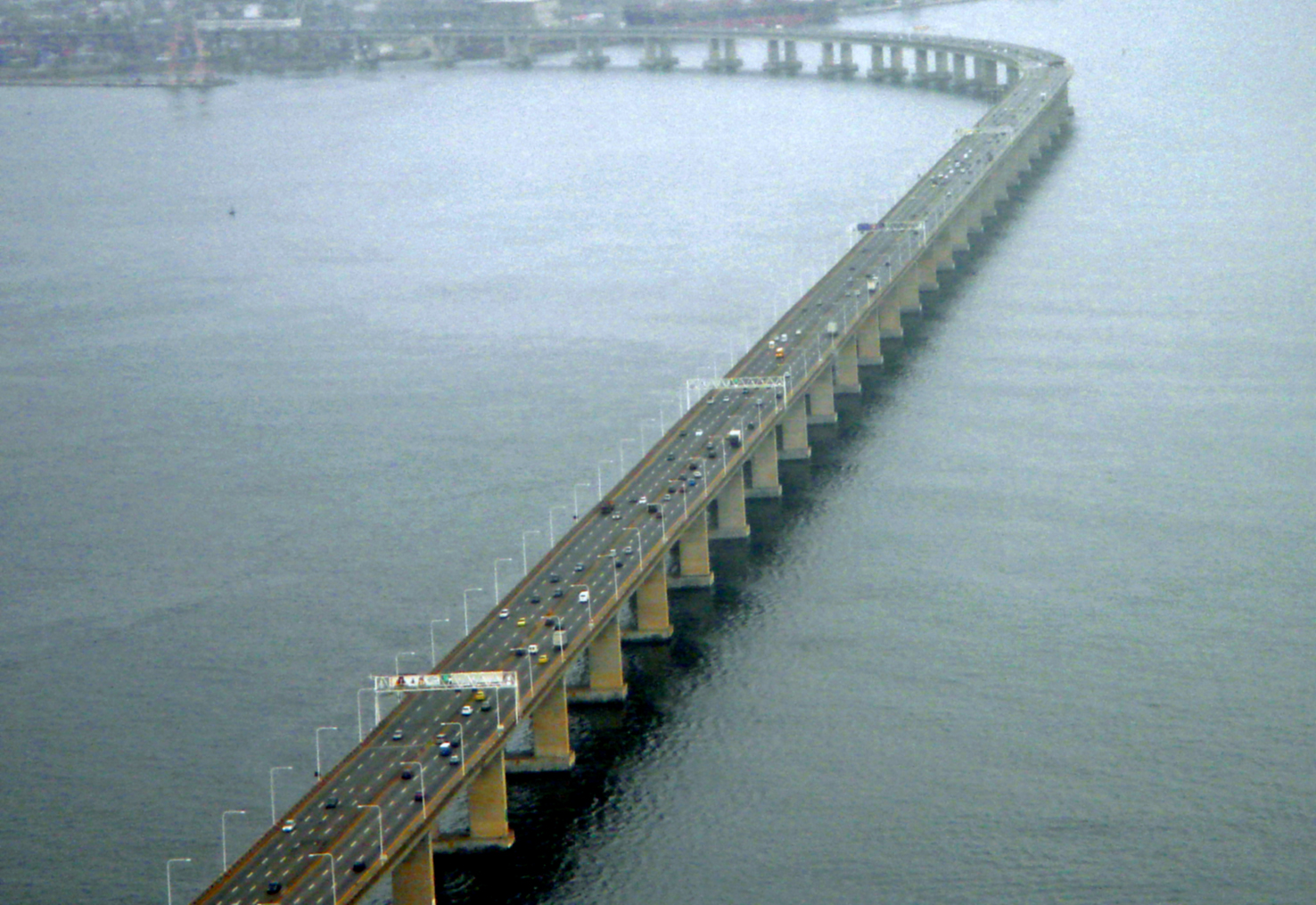
Luchtfoto van de Rio-Niteróibrug

De investeringen in het grootschalige project van Ponte S/A besloegen ruim R$ 77 miljoen aan restauratiekosten, R$ 86 miljoen aan renovatiekosten en 437 miljoen dollar voor de uitvoering van deze projecten. De innovatie met betrekking op restauratie, renovatie en onderhoud trok zowel academische belangstelling als interesse van transport- en bouwkundige bedrijven vanuit Brazilië en de rest van de wereld. In 2004 werd de brug bezocht door groepen ingenieurs van verschillende Braziliaanse universiteiten en leerlingen van basis- en middelbare scholen in de regio. De aanpak en werkwijze van de betonverharding en versteviging van de centrale overspanningen werden onder anderen gepresenteerd op internationale conferenties van Ibracon en het American Concrete Institute (ACI) en op de conferentie van het Associação Brasileira dos Departamentos de Estradas de Rodagem en de Vereniging van Ingenieurs van Rio de Janeiro. Ook was de renovatie van de brug onderwerp van discussie in onder meer ‘de week van de bouwkunde’ op de Federale Universiteit van Fluminese en de Federale Universiteiten van Paraíba, Ceará en São Paulo. Tevens werd de brug bezocht door de ministeries van Verkeer en Waterstaat van Peru en China.
De Chinezen, die in 2003 verkondigden destijds ’s werelds langste brug te bouwen (de verbinding tussen Ningbo en Shanghai), zetten twee onderzoeksmissies in bij de Rio-Niteróibrug. Na het onderzoek organiseerde Ponte S/A een seminar in Peking waarbij een adviseur en ingenieur van het bedrijf een presentatie gaf dat uitsluitend de structurele onderhoud van de brug betrof.

### Fotogalerij

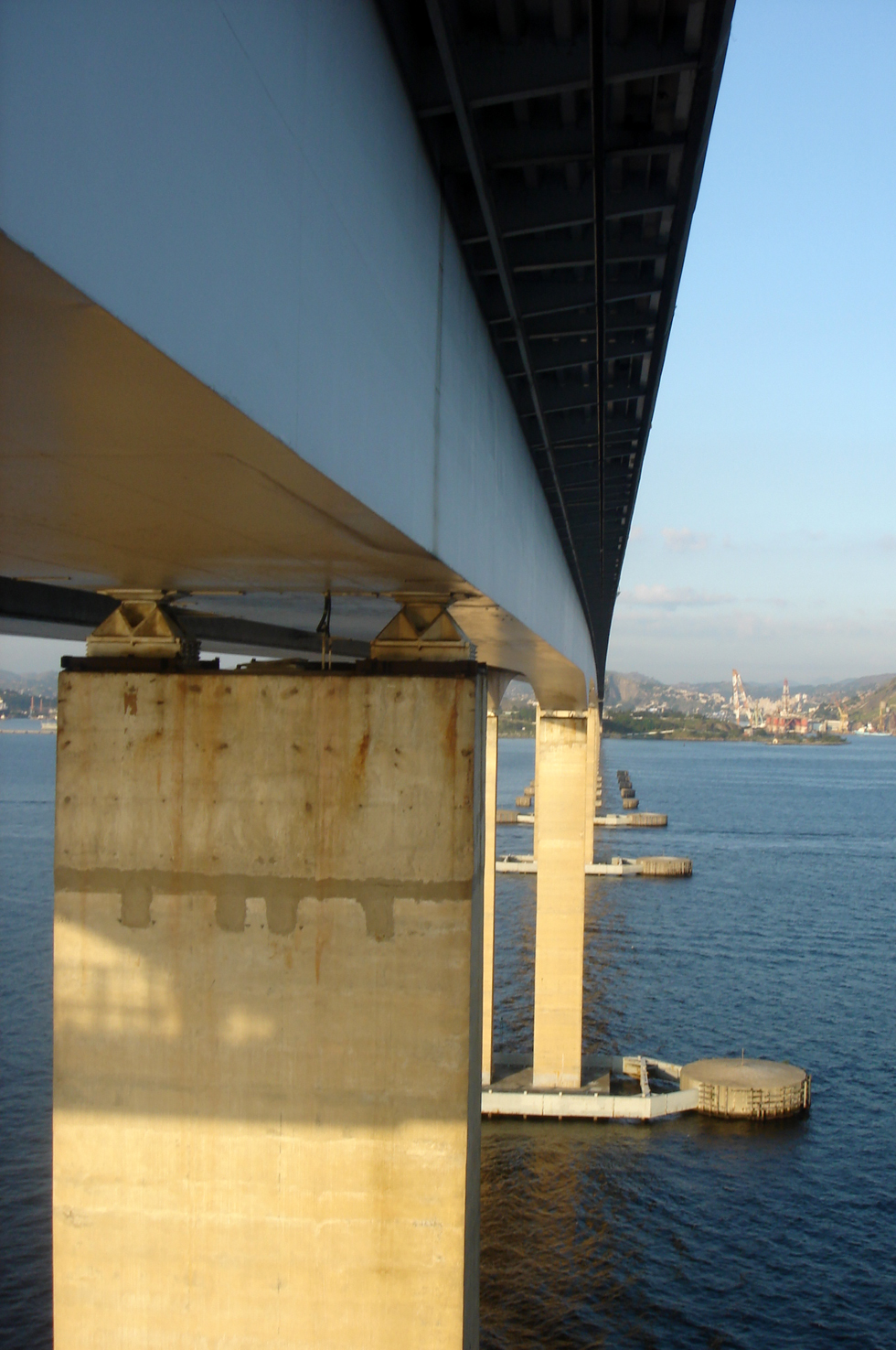
Close-up foto van een van de brugpijlers
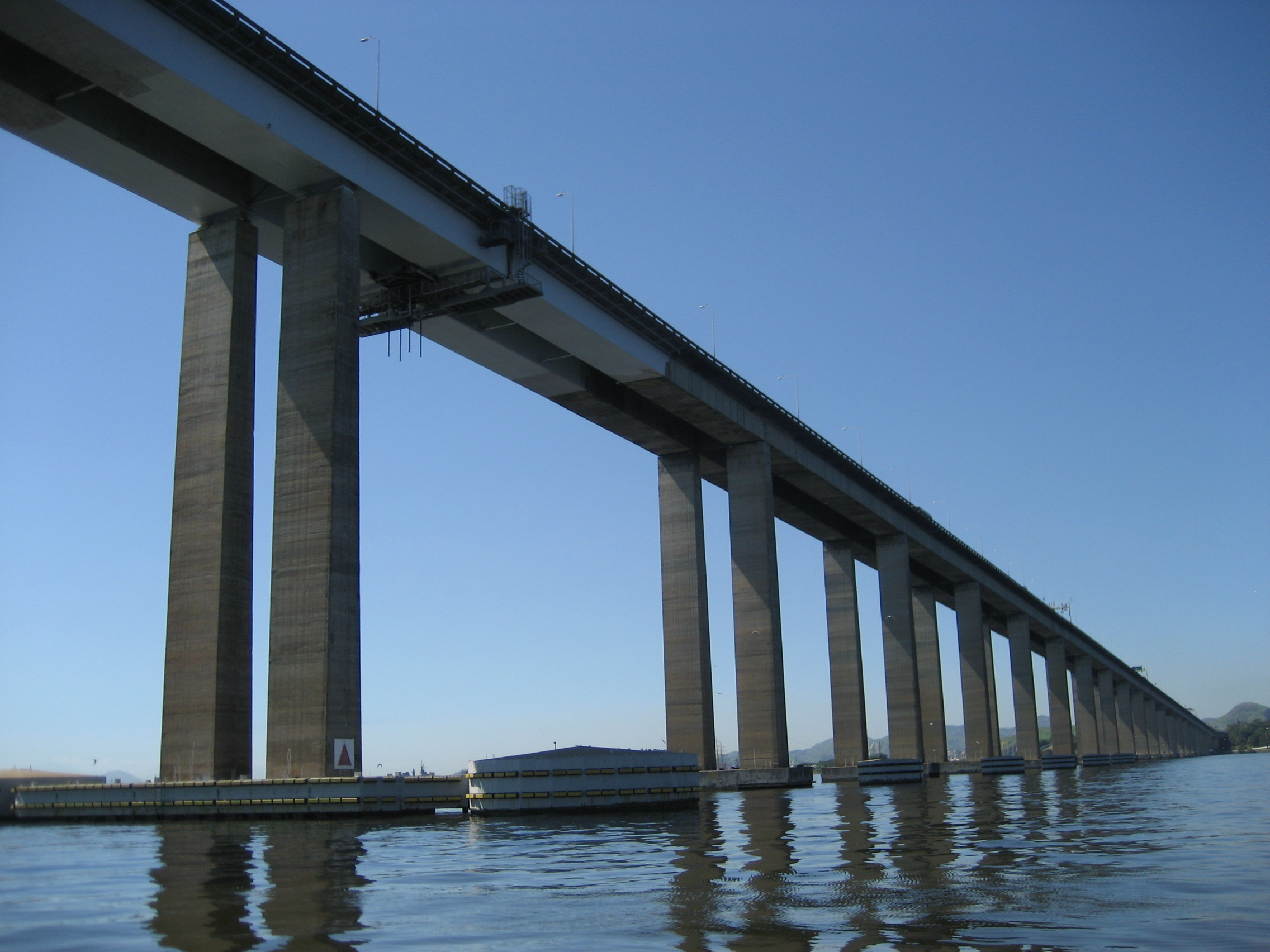
De Rio-Niteróibrug vanaf het wateroppervlak
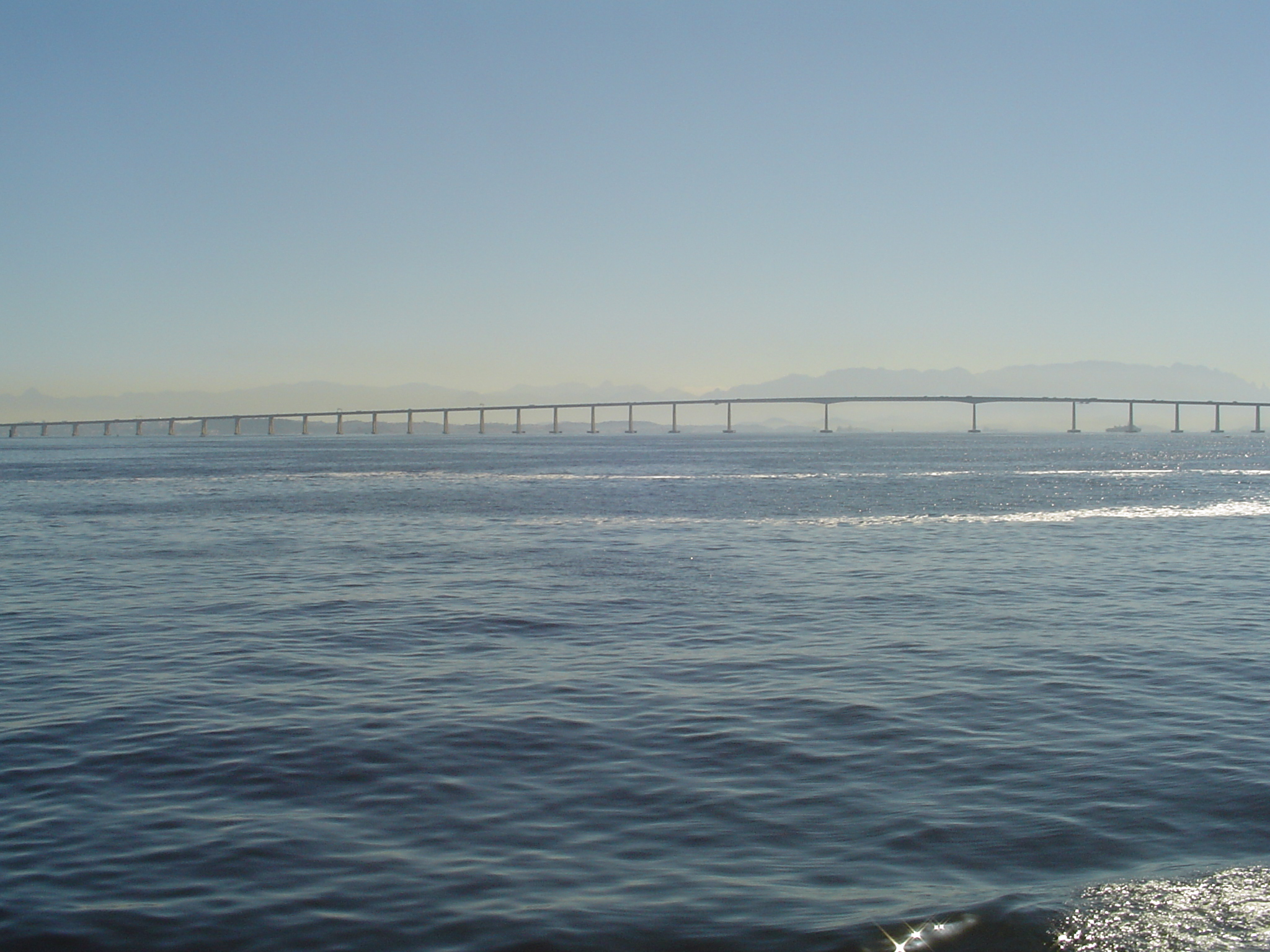
Uitzicht op de 800 meter lange centrale overspanning
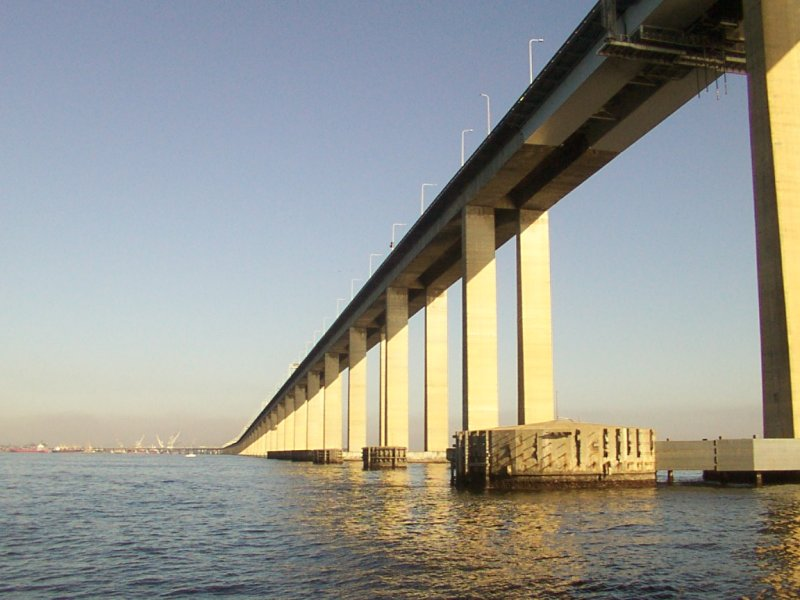
De brug met de weerkaatsing van het licht van een laagstaande zon
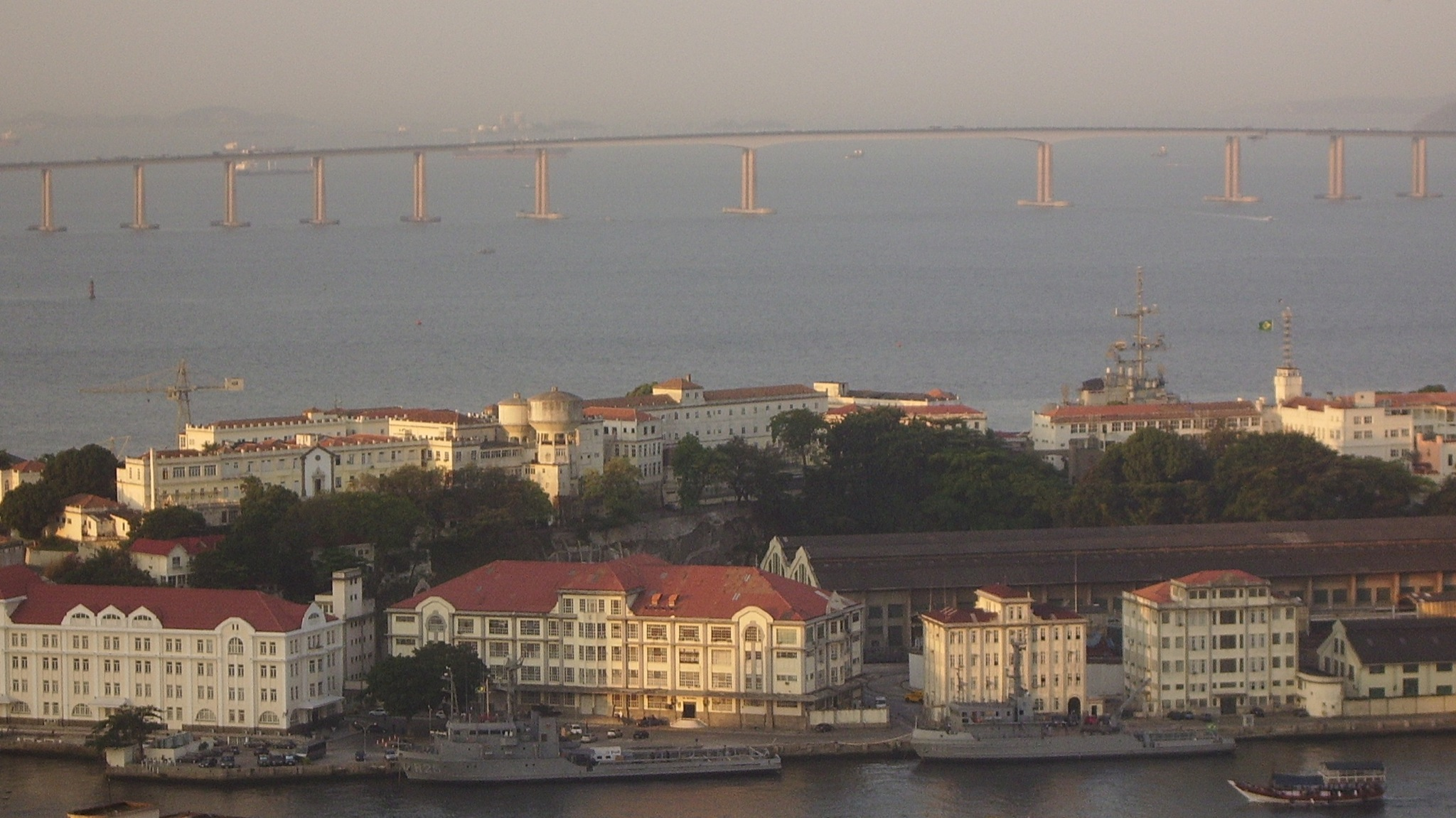
Ilha Cobras met op de achtergrond de brug
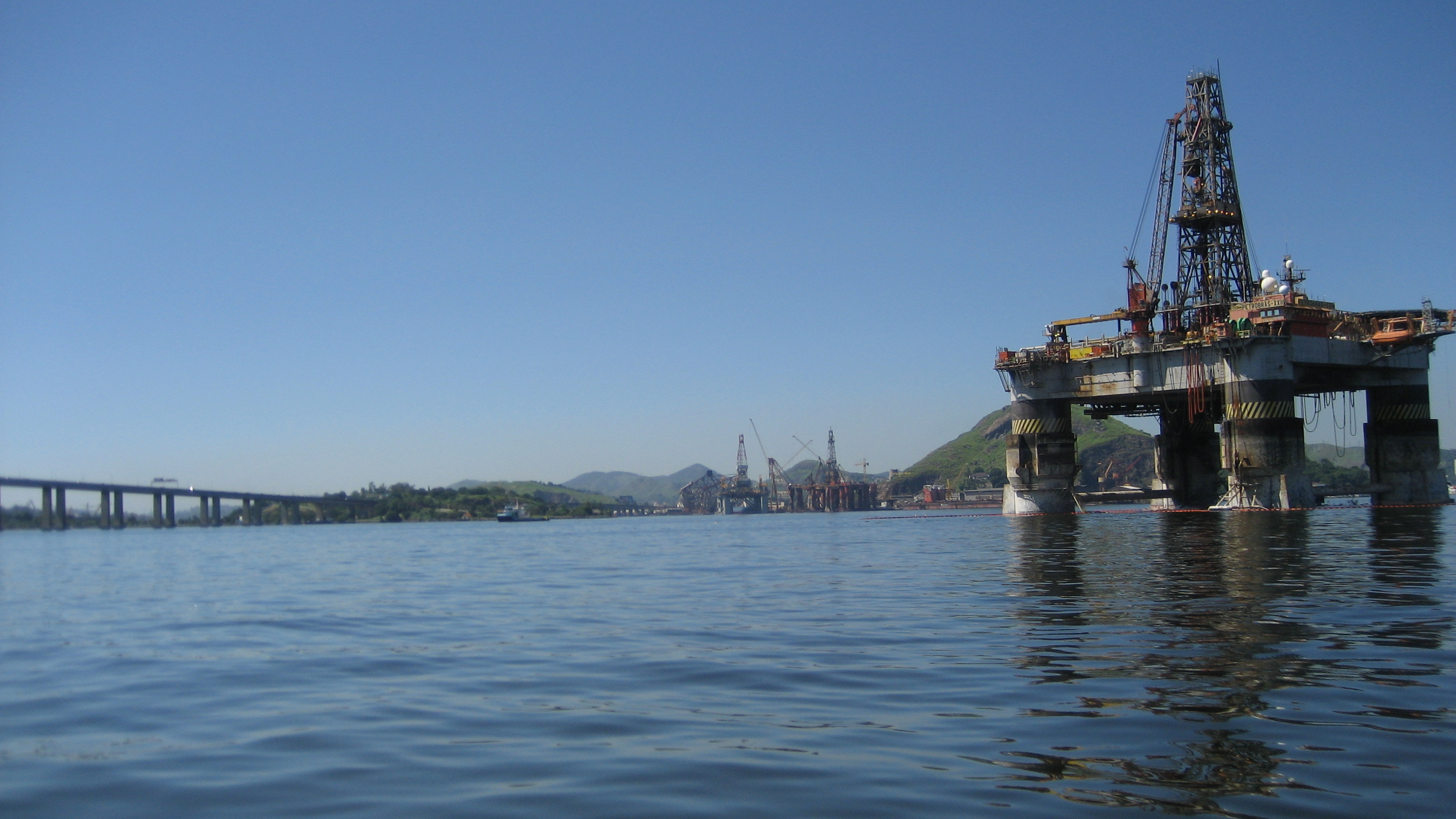
Enkele olieplatformen nabij de Rio-Niteróibrug
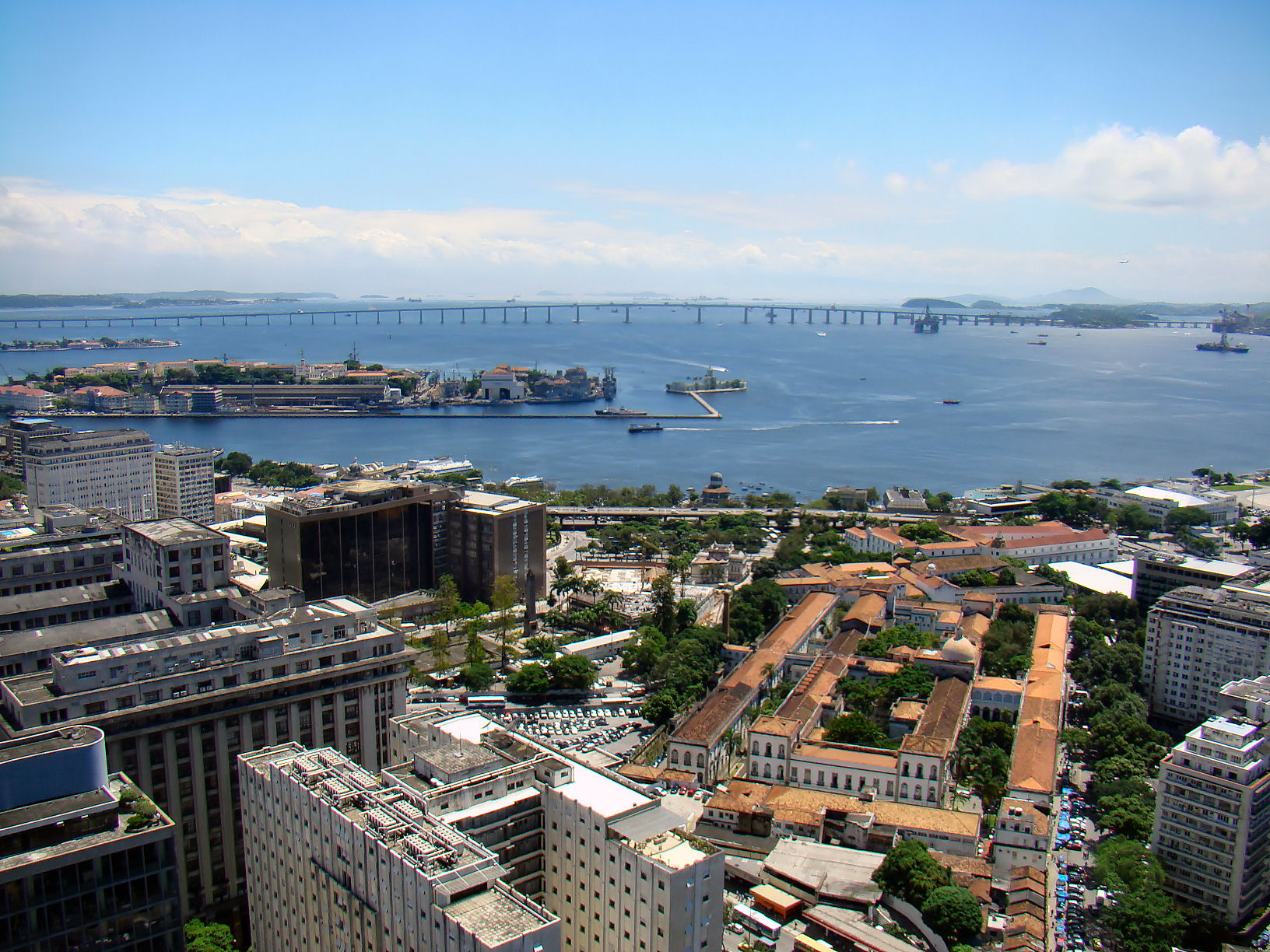
Uitzicht op de brug vanaf het centrum van Rio de Janeiro
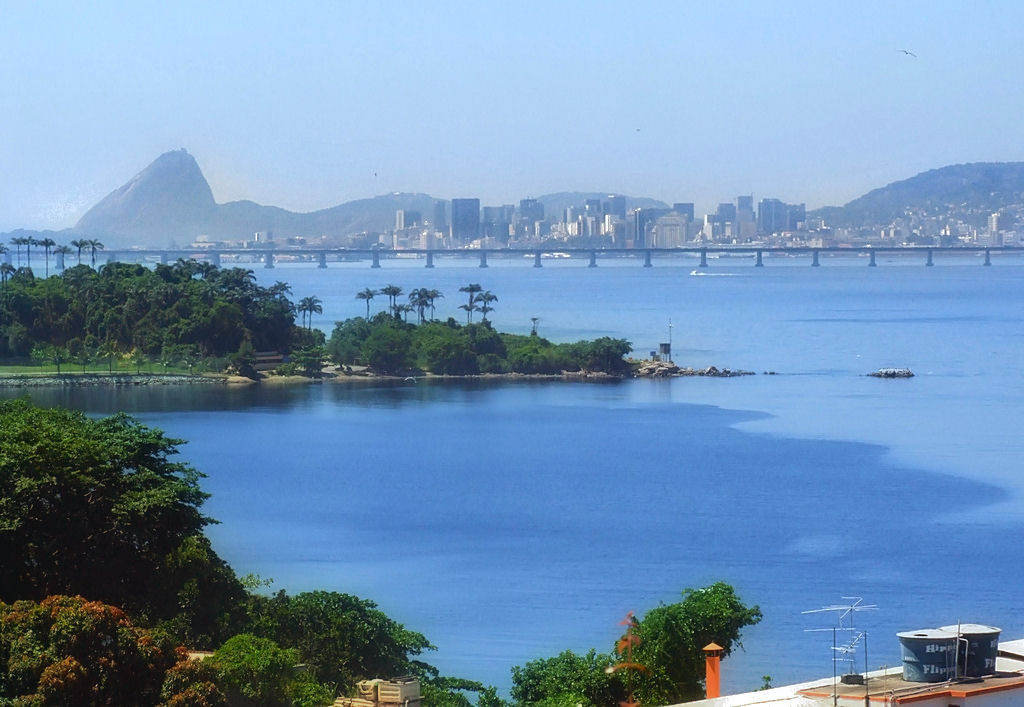
Uitzicht op de brug vanaf Niterói

### Gerelateerde artikelen
| - Lijst van langste bruggen ter wereld - Lake Pontchartrain Causeway - Hangzhoubaai-brug - Internationale Luchthaven Antônio Carlos Jobim - Luchthaven Santos-Dumont | - Rio de Janeiro - Niterói - São Gonçalo - Baai van Guanabara - Suikerbroodberg |